# Nuoto artistico ai campionati mondiali di nuoto 2022 - Duo (programma tecnico)
Il concorso del duo (programma tecnico) ai campionati mondiali di nuoto 2022 si è svolto il 17 e 19 giugno 2022 presso lo stadio del nuoto Alfréd Hajós di Budapest.

## Calendario
Il turno preliminare è iniziato il 17 giugno 2022 alle ore 13:00. La finale è iniziata il 19 giugno alle ore  16:00.

## Risultati
In verde sono segnati i finalisti
| Pos.    | Atleta        | Nazione                                      | Preliminari | Preliminari | Finale  | Finale |
| Pos.    | Atleta        | Nazione                                      | Punti       | Pos.        | Punti   | Pos.   |
| ------- | ------------- | -------------------------------------------- | ----------- | ----------- | ------- | ------ |
| Oro     | Cina          | Wang Liuyi Wang Qianyi                       | 92.6378     | 1           | 93.7536 | 1      |
| Argento | Ucraina       | Maryna Aleksiiva Vladyslava Aleksiiva        | 91.8565     | 2           | 91.8617 | 2      |
| Bronzo  | Austria       | Anna-Maria Alexandri Eirini-Marina Alexandri | 90.2869     | 3           | 91.2622 | 3      |
| 4       | Giappone      | Moe Higa Megumu Yoshida                      | 90.0294     | 4           | 89.9444 | 4      |
| 5       | Italia        | Linda Cerruti Costanza Ferro                 | 89.4116     | 5           | 89.8733 | 5      |
| 6       | Messico       | Nuria Diosdado Joana Jiménez                 | 85.6160     | 6           | 87.1936 | 6      |
| 7       | Stati Uniti   | Anita Alvarez Megumi Field                   | 85.5281     | 8           | 86.4262 | 7      |
| 8       | Paesi Bassi   | Bregje de Brouwer Marloes Steenbeek          | 85.5859     | 7           | 86.1420 | 8      |
| 9       | Regno Unito   | Kate Shortman Isabelle Thorpe                | 84.8081     | 9           | 84.9751 | 9      |
| 10      | Israele       | Eden Blecher Shelly Bobritsky                | 84.0556     | 10          | 84.2990 | 10     |
| 11      | Germania      | Marlene Bojer Michelle Zimmer                | 82.7121     | 11          | 82.7570 | 11     |
| 12      | Corea del Sud | Hur Yoon-seo Lee Ri-young                    | 80.6840     | 12          | 80.3069 | 12     |
| 13      | Svizzera      | Emma Grosvenor Margaux Varesio               | 79.9267     | 13          |         |        |
| 14      | San Marino    | Jasmine Verbena Jasmine Zonzini              | 78.7143     | 14          |         |        |
| 15      | Brasile       | Jullia Catharino Laura Miccuci               | 78.4679     | 15          |         |        |
| 16      | Singapore     | Debbie Soh Miya Yong                         | 78.4116     | 16          |         |        |
| 17      | Serbia        | Sofija Džipković Jelena Kontić               | 76.3368     | 17          |         |        |
| 18      | Rep. Ceca     | Karolína Klusková Aneta Mrázková             | 76.2891     | 18          |         |        |
| 19      | Ungheria      | Linda Farkas Boglárka Gács                   | 75.4002     | 19          |         |        |
| 20      | Egitto        | Nadine Barsoum Nehal Saafan                  | 75.3417     | 20          |         |        |
| 21      | Colombia      | Melisa Ceballos Estefania Roa                | 74.3560     | 21          |         |        |
| 22      | Uruguay       | Clara De León Agustina Medina                | 72.7254     | 22          |         |        |
| 23      | Argentina     | Luisina Caussi Camila Pineda                 | 72.2259     | 23          |         |        |
| 24      | Svezia        | Anna Högdal Clara Ternström                  | 71.0101     | 24          |         |        |
| 25      | Turchia       | Selin Telci Ece Üngör                        | 70.1780     | 25          |         |        |
| 26      | Australia     | Georgia Courage-Gardiner Milena Waldmann     | 69.6770     | 26          |         |        |
| 27      | Cuba          | Gabriela Alpajon Stephany Urbina             | 66.7595     | 27          |         |        |
| 28      | Thailandia    | Pongpimporn Pongsuwan Supitchaya Songpan     | 66.5138     | 28          |         |        |
| 29      | Malta         | Thea Blake Ana Culic                         | 64.5435     | 29          |         |        |
| 30      | Sudafrica     | Skye MacDonald Xera Vegter                   | 64.3119     | 30          |         |        |
| 31      | Aruba         | Maria Salazar Melanie Tromp                  | 64.1479     | 31          |         |        |
| 32      | Costa Rica    | María Alfaro Anna Mitinian                   | 63.6299     | 32          |         |        |